# Physopyxis
Physopyxis — рід прісноводних риб з родини Бронякові ряду сомоподібних. Має 3 види.

## Опис
Загальна довжина представників роду коливається від 2 до 3,5 см. Це найменші сомики в своїй родині. Є 3 пари вусиків. Тулуб видовжений, присадкуватий. Бічна лінія може бути суцільною або переривчастою. Уздовж неї тягнуться невеликі кісткові шипики. Останні переважно тягнуться від хвостового плавця до голови. Шипи спинного і грудних плавців сильно окостенілі. Грудні плавці доволі довгі, їх гострий шип (перший промінь) досягає основи анального плавця. Жировий плавець маленький. Хвостовий плавець
Забарвлення коричневе або сіре з різними відтінками.

## Спосіб життя
Зустрічаються в каламутній спокійній воді. Біотопи цих сомиків — це піщане або мулисте дно, суцільно вкрите органічними залишками і опалим листям. активні переважно вночі. Вдень ховаються серед коренів та листя. Живляться зоопланктоном.

## Розповсюдження
Мешкають у басейні річки Амазонка, річках Ессекібо, Ампиіасі, Уатума і Ріо-Негро.

## Види
- Physopyxis ananas
- Physopyxis cristata
- Physopyxis lyra